# Raymond Maufrais

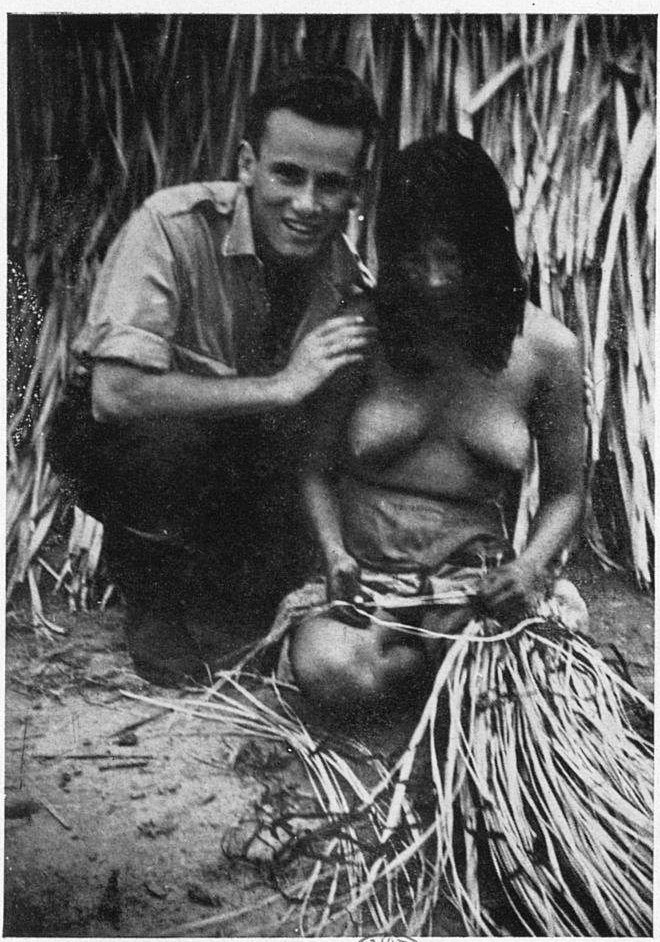
Raymond Maufrais mit einer indigenen Frau während der Mato-Grosso-Expedition (1946 oder 1947)

Raymond Maufrais (* 1. Oktober 1926 in Toulon; verschollen 1950 in Französisch-Guayana) war ein französischer Journalist und Abenteurer. Sein Interesse galt vor allem unentdeckten indigenen Völkern Südamerikas. Maufrais unternahm in der frühen Nachkriegszeit zwei Expeditionsreisen in südamerikanische Dschungelregionen. Auf der zweiten Reise verschwand er spurlos.

## Biografische Angaben
Raymond Maufrais wurde 1926 in der südfranzösischen Hafenstadt Toulon geboren. Seine Eltern waren Marie Rose, geb. Facenda (1900–1984), und Edgar Gaëtan Maufrais (1900–1974). Der Vater war Buchhalter bei der Französischen Marine in Toulon.
Raymond war ihr einziges Kind. Er wird als schwieriger Junge beschrieben, der wiederholt in Konflikt mit Mitschülern geriet und seine Schulausbildung zeitweise in Internaten erhielt. Als Jugendlicher riss er mit zwei Freunden aus einem Internat aus und verschwand für mehrere Tage in den Bergen des Var. Nach seiner Auffindung gab er an, auf dem Weg in die französischen Kolonien gewesen zu sein, um dort Abenteuer zu erleben. Eine abgeschlossene Berufsausbildung ist nicht dokumentiert.
Maufrais war einige Jahre lang in der Pfadfinderbewegung aktiv. Nachdem sein Vater in deutsche Kriegsgefangenschaft geraten war, versuchte Maufrais, sich der British Army anzuschließen, verletzte sich aber bei der Einschiffung in Dieppe und musste nach Toulon zurückgebracht werden. Im August 1944 beteiligte er sich zusammen mit dem inzwischen freigelassenen Vater auf französischer Seite an den Kämpfen zur Befreiung Toulons und wurde für sein Engagement mehrfach ausgezeichnet. Nach Kriegsende schloss sich Maufrais vorübergehend dem Französischen Heer an und arbeitete später als Journalist an der Côte d’Azur sowie in Italien.
In der Nachkriegszeit wurde Maufrais Mitglied der Société des Explorateurs Français („Gesellschaft der französischen Entdecker“). 1946 und 1947 unternahm er seine erste Südamerikaexpedition. Nach der Rückkehr aus Brasilien versuchte Maufrais erfolglos, seine Reiseerlebnisse in Buchform zu verkaufen, schrieb Beiträge für Zeitschriften und Magazine, wohnte zeitweise in Paris und lebte dort in einer festen Beziehung. Einer Quelle zufolge hatte er 1949 hohe Spielschulden angehäuft. Hinweise darauf finden sich allerdings in seinen Reiseberichten nicht. Im Juni 1949 begann er seine zweite, nur schlecht vorbereitete Expedition, von der er nicht mehr zurückkam. Er wurde einige Monate lang als vermisst angesehen. Im Frühjahr 1951 wurde der „Fall Maufrais“ (französisch: Affaire Maufrais) geschlossen. Die zuständige Gendarmerie ordnete Maufrais’ Verschwinden als Tod mit natürlicher Ursache ein.
Ab Sommer 1950 kam es in Frankreich zu einer Reihe rein spekulativer Sensationsberichte über das Verschwinden des Abenteurers, die Maufrais entweder als Gefangenen oder Opfer indigener Stämme sahen oder meinten, er sei zum Häuptling eines Stammes gemacht worden. Sein Vater begann 1952 eine ausgedehnte Suche. Konkrete Hinweise auf sein Schicksal wurden allerdings nicht gefunden.

## Expeditionen

### Mato Grosso (1946–1947)

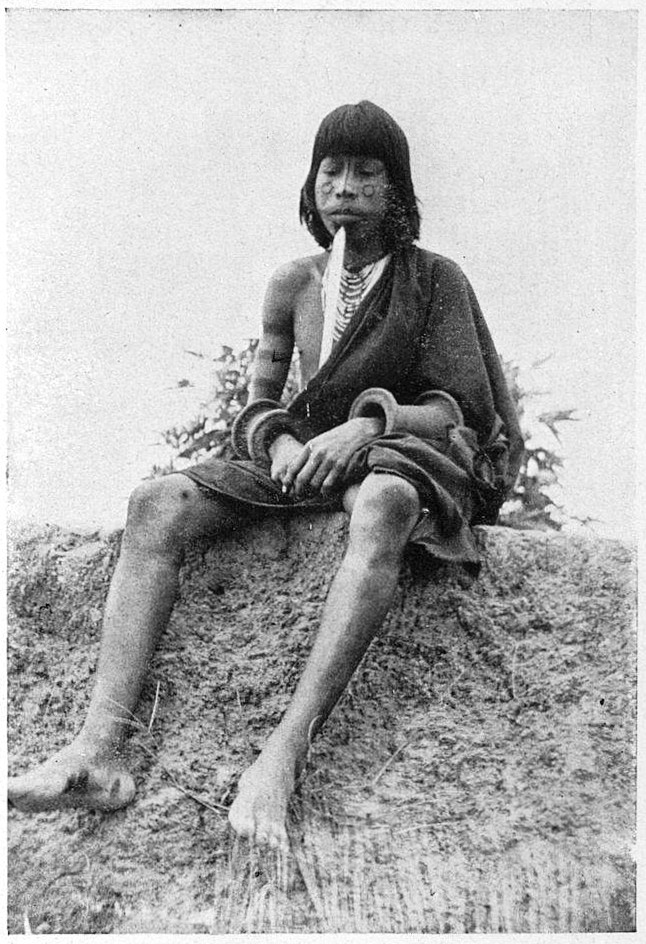
Von Maufrais aufgenommene Fotografie aus der Mato-Grosso-Expedition (1946 oder 1947)

Im Juli 1946 brach Maufrais ohne Geld und ohne Kontakte nach Brasilien auf, „um das Leben eines Mannes zu führen“. Ein konkretes Ziel hatte er anfänglich nicht. Vermittelt durch verschiedene Zufallsbekanntschaften in Rio de Janeiro erhielt Maufrais Ende 1946 die Gelegenheit, sich einer von Francisco Meirelles geleiteten Expedition „zur Befriedung der Xavante“ anzuschließen. Ziel war eine Kontaktaufnahme zu den Xavante, einem in unzugänglichen Urwaldregionen des brasilianischen Bundesstaates Mato Grosso lebenden indigenen Volk, das sich seit seiner Wiederentdeckung in den 1930er-Jahren Kontaktbemühungen anderer Menschen widersetzte. Zunächst erreichte die zwölfköpfige Gruppe nördlich der Ilha do Bananal eine Siedlung der Karajá, in der sie sich einige Tage lang aufhielt. Maufrais notierte eingehend Details des Lebens der Karajá. Der weitere Verlauf der Expedition führte die Gruppe über Flüsse und über Land 2700 km weit in den Mato Grosso hinein. Im Umfeld der Serra do Roncador stießen sie auf die Spuren einer älteren, von Pimentel Barbosa angeführten Gruppe, deren Teilnehmer 1941 mutmaßlich von Angehörigen der Xavante getötet worden waren. Auch die Expedition, der Maufrais angehörte, stieß hier auf Xavante. Sie wurde von ihnen mit Pfeilen beschossen und zog sich daraufhin nach Rio de Janeiro zurück. Maufrais stellte den Rückzug als strapaziös dar; die Gruppe habe unter Hunger und Durst gelitten. Es gibt Hinweise darauf, dass Maufrais nach dem Rückzug zusammen mit Meirelles noch einmal in den Mato Grosso zurückkehrte und dabei auch auf Angehörige der Xavante traf.
Den Abschnitt bis zum Rückzug schilderte Maufrais in seinem Buch Aventures au Mato Grosso. Die spätere Rückkehr hingegen wird darin nicht beschrieben.

### Französisch-Guayana (1949–1950)
Am 17. Juni 1949 brach Maufrais, einer Quelle zufolge unsicher und von Zukunftsängsten bedrückt, zu seiner zweiten Südamerikaexpedition auf. Ziel sollte das unzugängliche Tumuk-Humak-Gebirge an der Grenze zwischen Französisch-Guayana und Brasilien sein, wo er auf bislang unentdeckte indigene Völker zu treffen hoffte. Er erreichte sein Ziel nicht.

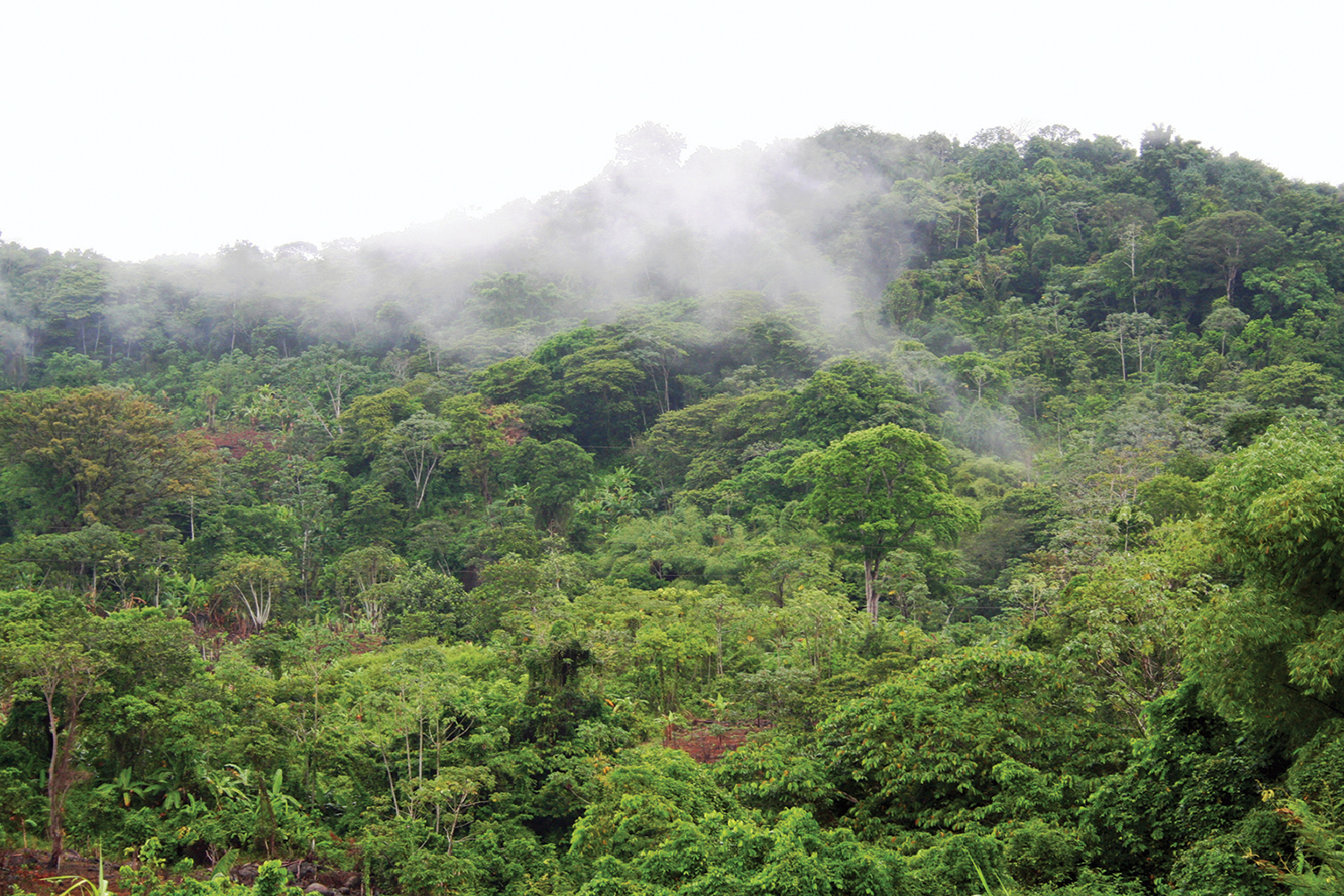
Urwald in Französisch-Guayana

Die Expedition war schlecht vorbereitet und unzureichend finanziert. Mit dem Schiff reiste Maufrais zunächst von Bordeaux nach Cayenne, der Hauptstadt des französischen Überseedépartements Französisch-Guayana an der Nordküste Südamerikas. Im September 1949 schloss sich Maufrais einer geologischen Expedition an. Nach etwa einem Monat erreichten sie die Gemeinde Maripasoula. Hier trennte sich Maufrais von der Gruppe. Nach mehrwöchigem Aufenthalt in Maripasoula begleitete er einige Gendarmen zu einem Polizeiposten im Westen Guayanas. Von dort aus setzte er im Dezember 1949 gegen den ausdrücklichen Rat seiner bisherigen Begleiter seine Expedition durch den Urwald allein fort. Maufrais führte keine Nahrungsvorräte mit sich – möglicherweise weil ihm bereits in Maripasoula das Geld für den Erwerb gefehlt hatte – und ernährte sich unterwegs ausschließlich von Tieren und Pflanzen, die er im Urwald fand. Am 1. Januar 1950 erreichte er die Siedlung Dégrad Claude am Fluss Tamouri, die verlassen war. Vom Hunger getrieben, tötete und aß er seinen Hund, der ihn bis hierhin begleitet hatte. Am 13. Januar 1950 verließ Maufrais Dégrad Claude. Er ließ dort nahezu alle Ausrüstungsgegenstände einschließlich seiner Reiseaufzeichnungen zurück. Dem letzten Tagebucheintrag zufolge wollte er in den Tamouri springen und sich treiben lassen, in der Hoffnung, dass er bis zu der 70 km flussabwärts gelegenen Goldgräbersiedlung Bienvenue gespült werde. Danach gibt es keine Spuren mehr von ihm.
Im Februar 1950 wurden Maufrais’ Ausrüstungsgegenstände am Dégrad Claude entdeckt, unter ihnen die Tagebuchaufzeichnungen dieser Expedition. Fünf Monate später erschienen in Niederländisch-Guayana die ersten Presseberichte über Maufrais’ Verschwinden, die kurz danach auch in Französisch-Guayana und in Europa aufgegriffen wurden.

### Maufrais’ Motivation
Maufrais stilisierte sich in vielen Beiträgen zum Entdecker, der aus Wissensdrang und Neugier Wagnisse eingehe. In einem Artikel für das Magazin Elites Françaises schrieb er: „Das Abenteuer der Entdeckungen ist ein Abenteuer der Reinheit und der Bescheidenheit.“ Zudem hielt er das Leben als Entdecker für das eines richtigen Mannes.
Joseph Grelier, wie Maufrais Mitglied in der Société des Explorateurs Français, zeichnete Jahrzehnte später ein anderes Bild: Grelier berichtete 1988, Maufrais habe ihm vor seiner Guayana-Expedition anvertraut, er habe „einige dumme Sachen“ (des bêtises) begangen und wolle durch Heldentaten sein Ansehen wiederherstellen; es sei ihm darum gegangen, sich reinzuwaschen oder zu sterben. In diesem Zusammenhang werden auch Berichte über Spielschulden und seine – möglicherweise schwangere – Partnerin gesehen, die er 1949 in Paris zurückließ.

## Bücher von Raymond Maufrais
Raymond Maufrais wird als Autor zweier Bücher geführt, die jeweils erst nach seinem Verschwinden veröffentlicht wurden.
Nach der Rückkehr von der Mato-Grosso-Expedition verarbeitete Maufrais seine Notizen zu einem Reisebericht, den er ab 1947 zahlreichen französischen Verlegern erfolglos anbot. Erst nach seinem Verschwinden 1950 kam Interesse an seinen Berichten auf. Maufrais’ Vater verkaufte sie an das junge Pariser Verlagshaus Éditions Julliard, das sie 1952 unter dem Titel Aventures au Mato-Grosso als Buch veröffentlichte. Im Jahr 1953 brachte der Ullstein Verlag eine deutsche Übersetzung unter dem Titel Abenteuer in Matto Grosso heraus:

„Es ist ein Buch komprimierter Abenteuerlichkeit geworden, ein richtiges Reporterbuch, sicher ohne ethnologische Vorstudien, aber mit der Vitalität der Jugend geschrieben. Ob wir Maufrais, dessen Bild uns auf einigen beigegebenen Fotos begegnet, wiedersehen werden? Seit er 1950 zum zweiten Mal auszog, ist er vermißt.“

„Während sein Vater gerade eine neue Suchexpedition vorbereitet, bringt Ullstein die deutsche Übersetzung von Maufrais’ fesselnder Reportage aus dem Matto Grosso heraus. Sie beweist mit schmerzlicher Eindringlichkeit das seltene Talent eines geborenen Vollbluterzählers, dem die jugendliche Begeisterung und die sprühende Vitalität des gerade Zwanzigjährigen die Feder führten.“

1952 brachte Julliard Maufrais’ Bericht von der Guayana-Expedition als Aventures en Guyane heraus.
Beide Bücher wurden 1953 bzw. 1955 ins Englische übersetzt.
In der Literatur halten sich Zweifel an der Authentizität der Schilderungen in dem Buch Aventures en Guyane. Einige Autoren äußern die Vermutung, dass entweder Edgar Maufrais oder ein unbekannter Lektor oder Ghostwriter die ursprünglichen Notizen für die Veröffentlichung in Buchform überarbeitet und die veröffentlichten Passagen selektiert und vielleicht auch verändert habe. Eine Verifizierung ist nicht möglich, weil die Originale von Maufrais’ Tagebüchern aus der Guayana-Expedition entweder nicht mehr existieren oder unzugänglich sind.

## Edgar Maufrais’ Suche nach seinem Sohn

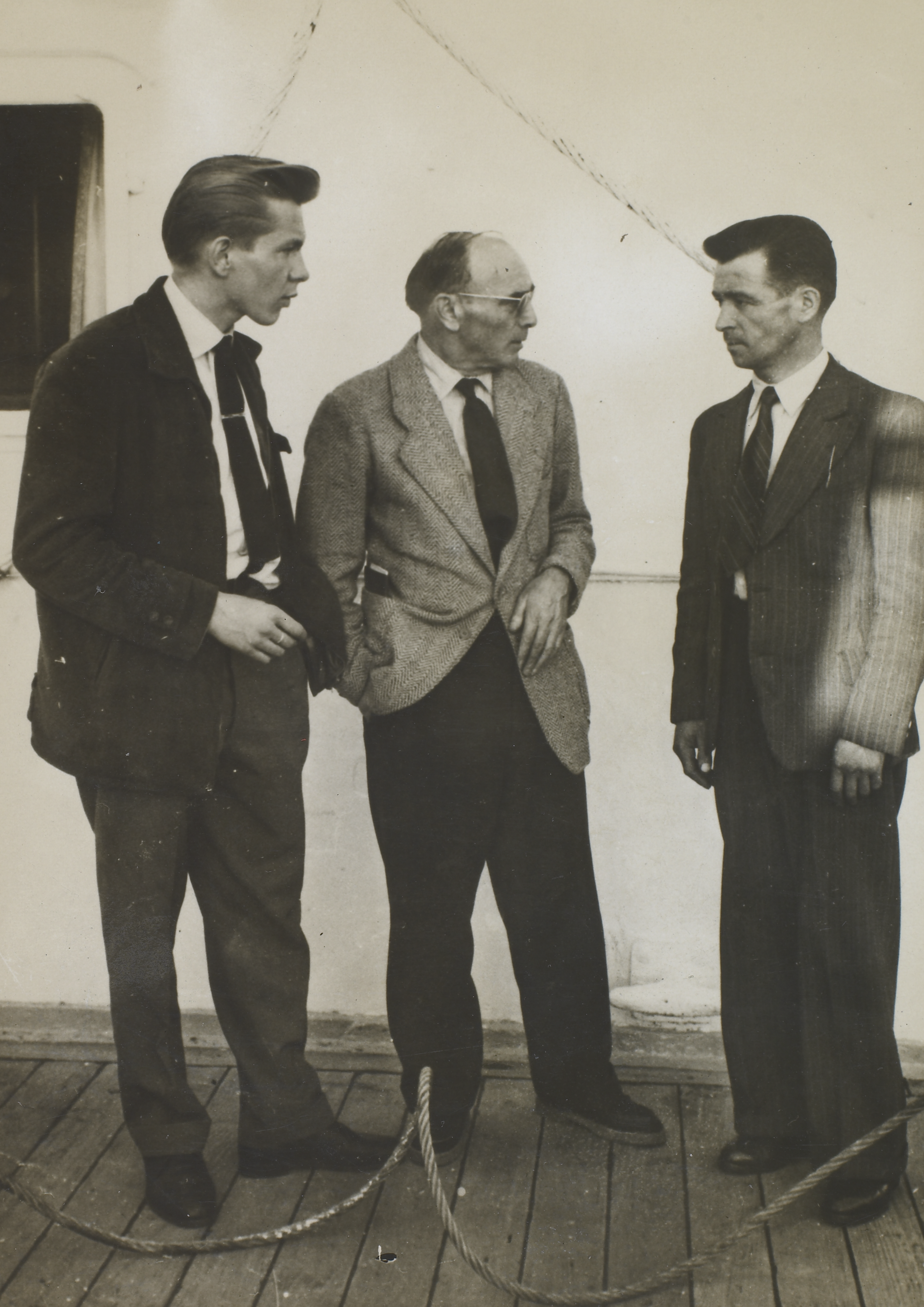
Edgar Maufrais in Brasilien, 1956

Raymond Maufrais’ Vater Edgar suchte fast eineinhalb Jahrzehnte lang vergeblich nach seinem Sohn. Getrieben von der Hoffnung, dass ein Stamm von Ureinwohnern seinen Sohn gefunden und aufgenommen habe, reiste er 1952 ohne Vorbereitung und Ausrüstung mit knappen Geldmitteln (60.000 Fr.) nach Südamerika und suchte die Orte auf, die Raymond in seinen Notizen beschrieben hatte. Die Umstände der Reise waren derart aufsehenerregend, „daß Maufrais vor seiner Abfahrt von verschiedenen Journalisten aufgesucht und interviewt wurde“. Er blieb 12 Jahre in Südamerika. Er finanzierte seine Suche mit den Erlösen aus der Veröffentlichung der beiden Bücher seines Sohnes und mit Mitteln, die die Association des Amis de Raymond Maufrais in Toulon sammelte. Nach einigen Jahren in Französisch-Guayana verlagerte er seine Suche zeitweise in den brasilianischen Teil des Amazonasurwalds. Edgar Maufrais organisierte insgesamt 18 Expeditionen und legte dabei etwa 12.000 km zurück. Er fand keine Spuren seines Sohnes. Die ersten Erlebnisse der Suche fasste Edgar Maufrais seinerseits in einem Buch zusammen, das 1956 in Frankreich unter dem Titel À la recherche de mon fils (deutsch: Auf der Suche nach meinem Sohn) veröffentlicht wurde.
Im Juni 1964 fand ihn eine Gendarmerieeinheit im Urwald von Französisch-Guayana. Er war stark unterernährt und hielt sich im Verbund mit einer indigenen Familie auf. Im Sommer dieses Jahres kehrte er, 64 Jahre alt und entkräftet, nach Frankreich zurück. Zehn Jahre später starb er in Toulon. Seine Frau überlebte ihn um zehn Jahre. Sie starb 1984, geistig verwirrt, in einem Pflegeheim in Toulon.

## Einordnungen
Raymond Maufrais wird unterschiedlich eingeordnet. Anknüpfend an seine Selbststilisierung, wird Maufrais vielfach als Abenteurer und Held beschrieben und in einigen Veröffentlichungen auch romantisiert.
Dem stehen Autoren gegenüber, die in ihm einen bloßen Möchtegern-Abenteurer sehen, der sich ohne Vorkenntnisse, ohne Vorbereitung und ohne zweckmäßige Ausrüstung in größte Gefahr begeben habe: ein „Kindskopf in der Grünen Hölle“ oder ein „Hobbycamper, der allenfalls zur Überwindung kleinerer Schwierigkeiten in der Lage gewesen sei“ und seinen Hund gegessen habe, bevor er selbst ganz einsam starb. Ein anderer Autor meint, Maufrais habe auf seiner Guayana-Expedition schleichend Suizid begangen.

## Auszeichnungen und Gedenken

### Auszeichnungen
- Croix de guerre 1939–1945
- Médaille de la Reconnaissance Française

### Gedenken
Seit 1950 existiert in Toulon eine Vereinigung, die sich der Wahrung des Andenkens an Raymond Maufrais widmet. Anfänglich hieß sie
Association des Amis de Raymond Maufrais (Verein der Freunde von Raymond Maufrais); seit 1976 führt sie auch den Vater im Namen (Association des Amis d’Edgar et Raymond Maufrais, kurz AAERM).
Seit 1976 trägt ein Straßenzug im Stadtviertel La Floranne in Toulon den Namen Rue Raymond et Edgar Maufrais.

## Filme über Maufrais
2014 produzierte Jérémy Banster den französischen Spielfilm La Vie Pure, in dem es vor allem um Maufrais’ Guayana-Expedition geht. Banster schrieb auch das Drehbuch und führte Regie. Die Rolle des Raymond Maufrais übernahm Stany Coppet, Aurélien Recoing spielte Edgar Maufrais. Bansters Film geht davon aus, dass Maufrais 1949 eine schwangere Freundin in Paris zurückließ.
Daneben entstanden seit den 1990er-Jahren mehrere Dokumentarfilme über Raymond Maufrais.

## Werke
- Raymond Maufrais: Aventures au Mato Grosso. Éditions Julliard, Paris 1952.
- Raymond Maufrais: Aventures en Guyane. Éditions Julliard, Paris 1952.